# Cicindela scabrosa
Cicindela scabrosa este o specie de insecte coleoptere descrisă de Schaupp în anul 1884. Cicindela scabrosa face parte din genul Cicindela, familia Carabidae. Această specie nu are alte subspecii cunoscute.